# Nýrov
Nýrov (deutsch Nejrow, früher Neyrow) ist eine Gemeinde in Tschechien. Sie liegt drei Kilometer nordöstlich von Kunštát und gehört zum Okres Blansko.

## Geographie
Nýrov befindet sich rechtsseitig über dem Tal der Svitava auf einer Hochfläche im Bergland der oberen Swratka. Das Dorf liegt im Nordosten des Naturparks Halasovo Kunštátsko. Südwestlich entspringt der Bach Sebránek. Nördlich erheben sich der Chrástky (460 m), im Osten die Drábovka (469 m), südöstlich der Hradisko bzw. Kojavy (496 m), im Südwesten die Milenka (579 m), westlich der Kříb (582 m). Östlich liegt die Wüstung Habrov.
Nachbarorte sind Jasinov und Zábludov im Norden, Lhota und Jindřichov im Nordosten, Zboněk und Klevetov im Osten, Sasina, Svitávka und Sebranice im Südosten, Újezd im Süden, Kunštát und Rudka im Südwesten, Petrov im Westen sowie Sulíkov und Vřesice im Nordwesten.

## Geschichte

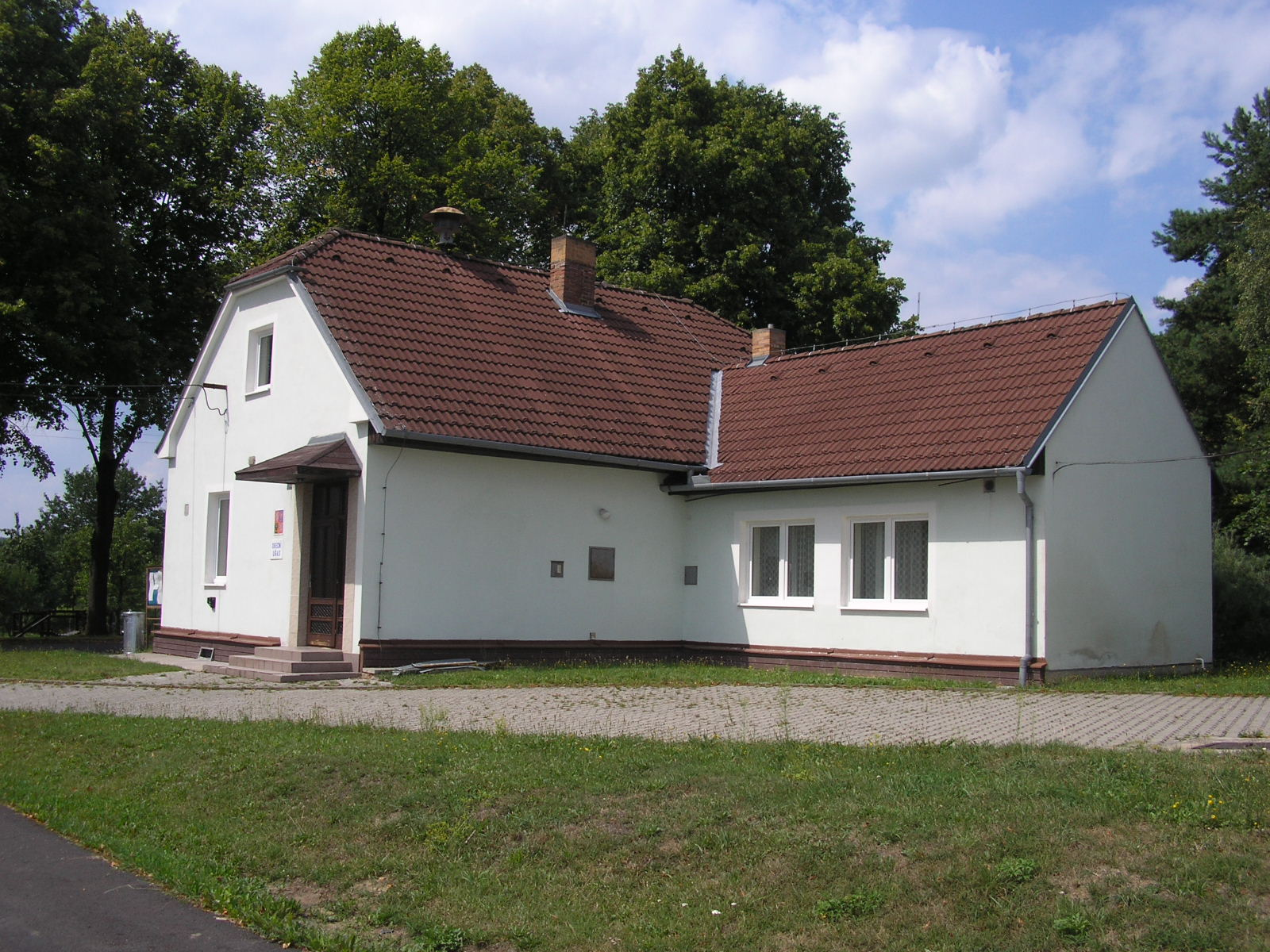
Gemeindeamt

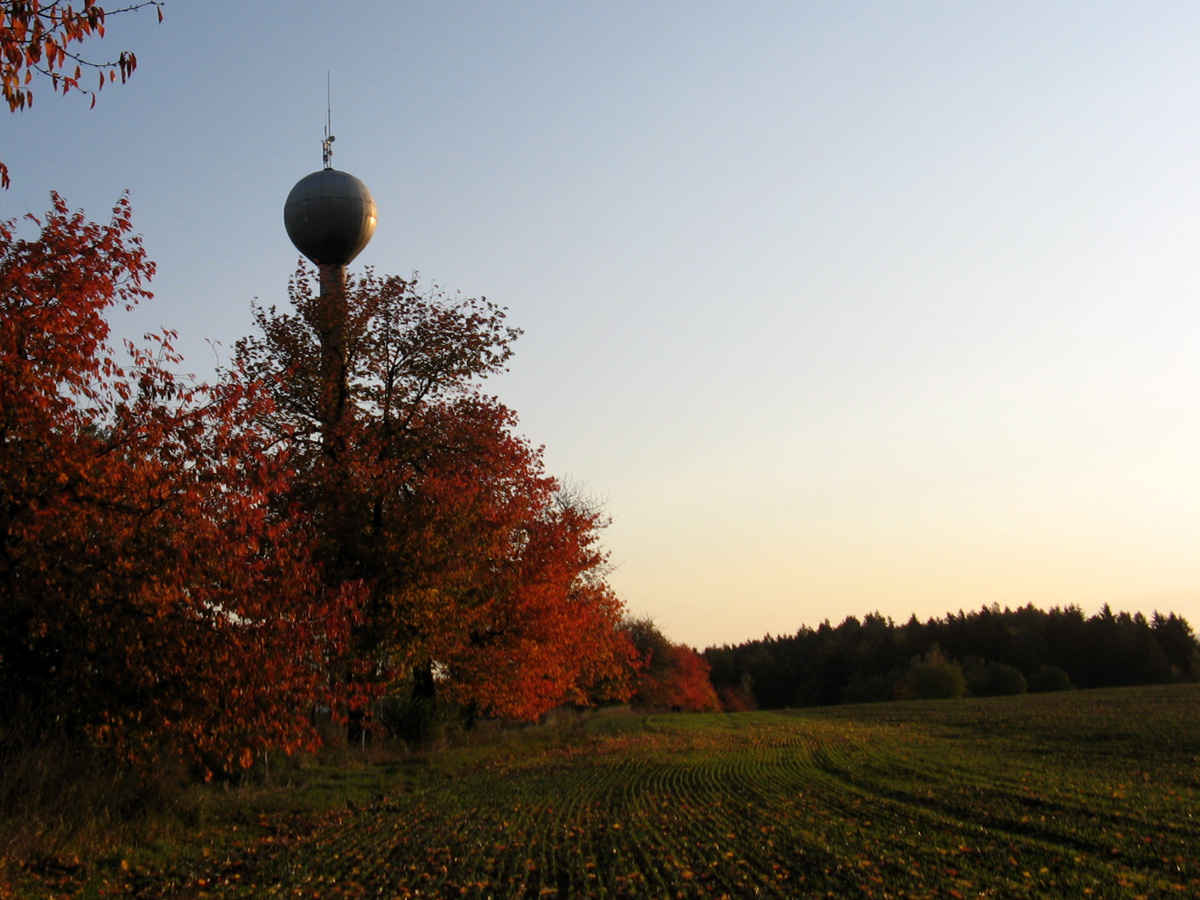
Wasserturm

Die erste schriftliche Erwähnung des zu den Sebranicer Gütern gehörigen Dorfes erfolgte im Jahre 1368 als Besitz der Herren von Boskowitz. Im Laufe der Zeit wurde das Dorf als Nérov, Nerow, Neyrow und Nejrov bezeichnet. 1549 erwarben die Grafen zu Hardegg das Dorf; sie lösten Nýrov von Sebranice los und schlugen es ihrer Herrschaft Kunstadt zu. 1590 verkauften die Erbinnen von Hans Friedrich zu Hardegg auf Glatz Kunstadt mit allem Zubehör an Johann zu Hardegg und Stettenberg auf Letovice, der die Herrschaft im selben Jahre an Johanna Eva von Liechtenstein weiter veräußerte. Während des Dreißigjährigen Krieges erlosch das Dorf Habrov und seine Fluren kamen zu Nýrov. Im Hufenregister von 1677 sind für Nýrov zwölf Anwesen ausgewiesen, drei davon lagen wüst. 1790 lebten in den 30 Häusern des Dorfes 181 Menschen.
Nach der Aufhebung der Patrimonialherrschaften bildete Nejrov ab 1850 eine Gemeinde in der Bezirkshauptmannschaft Boskovice. Die Bewohner des Dorfes lebten von der Feld- und Waldarbeit. Ein Drittel der landwirtschaftlichen Nutzflächen des Ortes gehörte zum Meierhof Neyrow. Im Jahre 1900 hatte Nejrov 230 Einwohner und bestand aus 32 Häusern. 1908 wurde in Nejrov eine Grundschule errichtet. Durch den Bau der Straße von Kunštát nach Letovice erhielt Nejrov 1914 eine Straßenanbindung. In den 1920er Jahren wurde der Großgrundbesitz und der Meierhof aufgeteilt. Südwestlich des Hofes entstand die Ansiedlung Nýrovec. Seit 1923 führt die Gemeinde den Namen Nýrov. Während der deutschen Besatzung befand sich in den Wäldern am Hradisko der Unterschlupf eines Teils der Partisanengruppe Jermak. Im Januar 1945 hob die Gestapo das Versteck aus, dabei starben vier Partisanen. Zwei der Bewohner des Dorfes wurden wegen Zusammenarbeit mit den Partisanen verhaftet.
Nach Kriegsende entstand bei Nýrov eine Grube, in der feuerfester Ton abgebaut wurde. Mit Beginn des Jahres 1961 wurde die Gemeinde dem Okres Blansko zugeordnet. 1977 erfolgte die Eingemeindung nach Kunštát und in den 1980er Jahren wurde die Schule geschlossen. 1990 löste sich Nýrov wieder von Kunštát los. Gepfarrt ist das Dorf seit eh und jeh nach Sebranice. Nýrov besteht heute aus 85 Häusern.

## Gemeindegliederung
Für die Gemeinde Nýrov sind keine Ortsteile ausgewiesen. Zu Nýrov gehört die Ansiedlung Nýrovec.

## Sehenswürdigkeiten

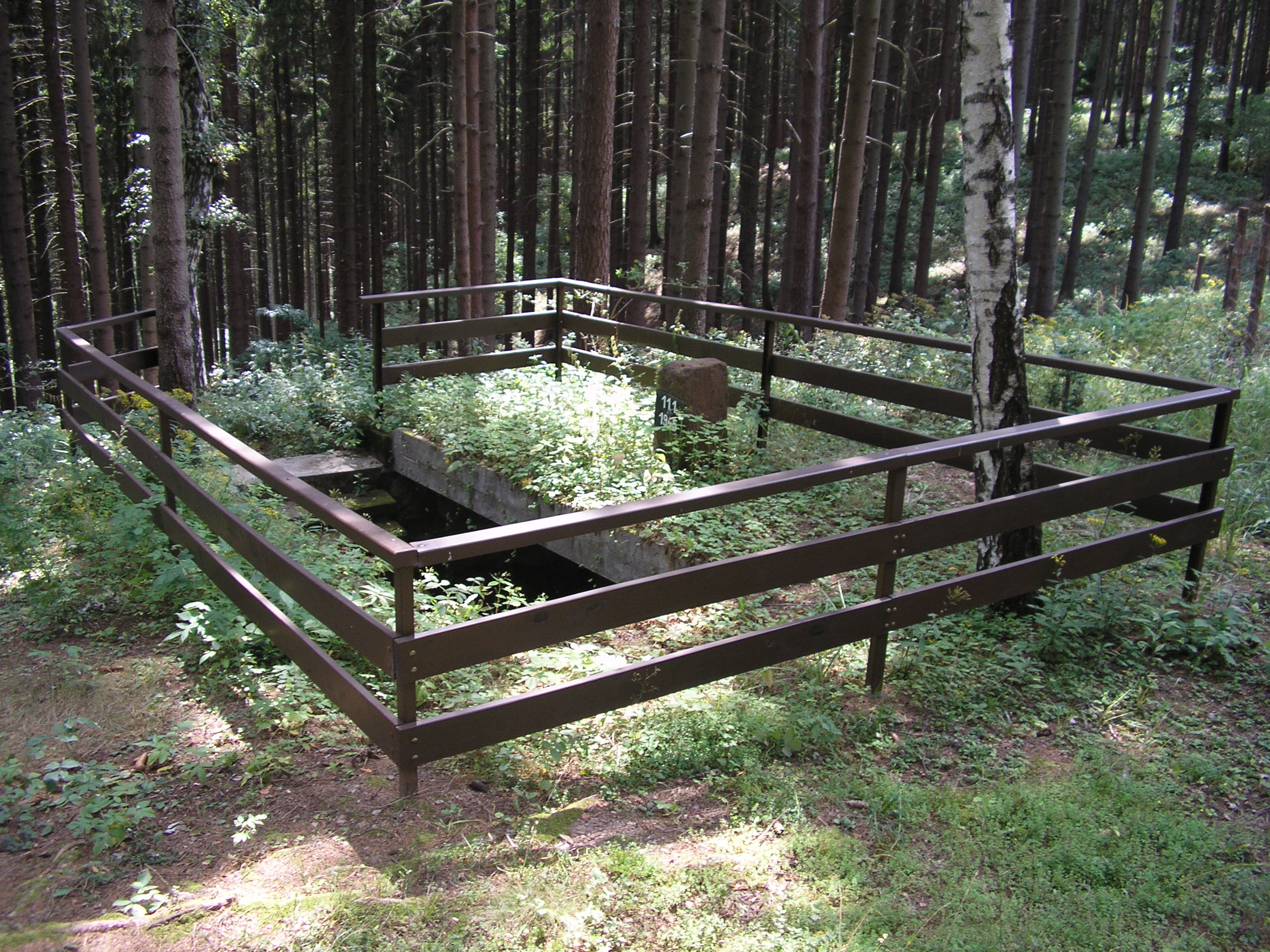
Zemljanka am Hradisko

- Hügel Hradisko mit Wallanlagen, wahrscheinlich handelt es sich um die Fundamente einer nicht realisierten Burganlage aus dem 13. Jahrhundert, einige Forscher schreiben ihnen einen vorgeschichtlichen Ursprung zu. Nach einer teilweisen Abholzung des bewaldeten Hügels ist vom Hradisko derzeit eine freie Sicht über das Tal des Nýrovský potok bzw. Sebránek und Sebranice in die Boskowitzer Furche möglich.
- "Partyzánská zemljanka" (eine Wohnhöhle der Widerstandskämpfer) im Wald östlich des Hradisko, das Erdhaus wurde in den 1970er Jahren an der Stelle des Verstecks der Partisanengruppe Jermak als Gedenkstätte des Widerstandes gegen die Nationalsozialisten errichtet und im Jahre 2001 instand gesetzt.
- Hügel Křib, am östlichen Fuße befindet sich ein ausgedehnter Sandsteinbruch und am südwestlich ein alter Plänerbruch mit versteinerten Abdrücken von Meeresbewohnern.
- Hügel Milenka mit Aussichtsturm und der Sandsteinhöhle von Rudka, die Sandsteinfiguren der Schlafenden Ritter vom Blaník schuf in den 1920er Jahren der Volkskünstler Stanislav Rolínek